# Гамбург (футбольний клуб)
«Га́мбург» (нім. Hamburger Sport Verein e.V.) — німецький футбольний клуб із Гамбурга. Один з найтитулованіших клубів Німеччини. 6-разовий чемпіон Німеччини. Володар Кубка європейських чемпіонів 1983 року.

## Історія

### Створення
Сучасний клуб «Гамбург» (Hamburger Sport Verein, «Гамбурзький спортивний союз») був створений у 1919 внаслідок об'єднання трьох спортивних товариств: Sports Club Germania, Hamburg FC і FC Falke.

### Перші сезони
Команда була одною з найсильніших у Німеччині у 20-х роках. В сезоні 1920/21 «Гамбург», вигравши у «Ганновера» у фіналі північно-німецької першості, ввійшов до вирішального плей-оф всенімецького чемпіонату. Але вже в 1/4 поступився «Дуйсбургу» — 1:2, після додаткового часу. Наступного сезону клуб впевнено виграв чвертьфінал і півфінал (5:0 і 4:0 відповідно), і у фіналі мав зустрітись із «Нюрнбергом». Гра пройшла 18 червня 1922 року в Берліні, але переможця не визначила — 2:2. За правилами тих часів команди зіграли перегравання (6 серпня в Ляйпцигу), але воно завершилось нічиєю 1:1. Гру перервали, оскільки матч продовжували тільки 7 гравців «Нюрнберга», а за правилами мінімум був — 8 футболістів. Титул чемпіона присудили «Гамбургу». Баварці таке рішення опротестували й Німецька футбольна асоціація вирішила нікому не присуджувати перемоги. Це один з 2 випадків у всій історії німецького футболу, коли жодна команда не отримала чемпіонського титулу.
Клуб регулярно вигравав чемпіонат Пн. Німеччини й виходив до плей-оф. Наступного сезону (1922/23) гамбуржці вперше стали чемпіонами Німеччини, впевнено перемігши у фіналі «Уніон» з Обершоневайде — 3:0. Клуб повторив успіх у 1928 році (розгром «Герти» 5:2). Одним з найкращих у лінії нападу був Франц Горн, який за 6 років у барвах клубу забив 121 гол (зігравши 105 ігор). В сезоні 1930/31 «Гамбург» програв у 1/2 фіналу майбутньому чемпіону — «Герті» (2:3, дод. час) Після приходу до влади нацистів головною командою міста Гамбург був маловідомий Eimsbütteler TV. На початку 40-х у футбол продовжували грати, поки війна не підійшла вже зовсім близько. За «Гамбург» тоді виступав Ервін Зеелер — батько Уве Зеелера. Колишні високі результати колектив почав показувати вже після війни.

### 1950-ті і 60-ті
Після відновлення футболу в Німеччині «Гамбург» зоставався сильною командою. Три сезони поспіль (1947/48 - 1949/50) «ротгозе» виходили до 1/4 фіналу, але завершували боротьбу на цьому етапі. В наступних роках 8 найсильніших команд Німеччини ділили на 2 фінальні групи, переможці яких й грали за титул чемпіона. «Гамбург» кілька років займав у груповому раунді то 3, то 2 місце і лише в сезоні 1956/57 зумів пробитися до фіналу. Там його розгромила «Боруссія» (Дортмунд) — 4:1. Наступного сезону гамбургці поступилися «Шальке-04» з рахунком 0:3 і другий рік поспіль зайняли 2-е місце. Сезон 1958/59 команда закінчила на 2-й позиції у групі, зате 25 червня 1960 року втретє у своїй історії виграла чемпіонат (перемігши 3:2 «Кельн»).
Перший рік у Бундеслізі «Гамбург» закінчив на 6-ій позиції. Уве Зеелер став найкращим бомбардиром першості — 30 голів.

## Досягнення
Чемпіонат Німеччини:
- Чемпіон (6): 1923, 1928, 1960, 1979, 1982, 1983
- Віцечемпіон (8): 1924, 1957, 1958, 1976, 1980, 1981, 1984, 1987

Кубок Німеччини:
- Володар (3): 1963, 1976, 1987
- Фіналіст (3): 1956, 1967, 1974

Суперкубок Німеччини:
- Володар (1): 1987

Кубок ліги:
- Володар (2): 1973, 2003

Кубок європейських чемпіонів:
- Володар (1): 1982/83
- Фіналіст (1): 1979/80

Кубок володарів кубків УЄФА:
- Володар (1): 1976/77
- Фіналіст (1): 1967/68

Кубок УЄФА:
- Фіналіст (1): 1981/82

## Відомі гравці
- Франц Бекенбауер
- Даніель ван Буйтен
- Томас фон Гезен
- Горст Грубеш
- Уве Зеелер
- Кевін Кіган
- Манфред Кальц
- Йордан Лечков
- Фелікс Магат
- Руді Ноак
- Йозеф Позіпаль
- Улі Штайн
- Віллі Шульц
- Дітмар Якобс
- Рафаель ван дер Варт

## Склад
Склад команди станом на 25 травня 2025 року

| №  | Поз. | Нац.                 | Гравець                                    |
| -- | ---- | -------------------- | ------------------------------------------ |
| 1  | ВР   | Португалія           | Данієль Гоєр-Фернандеш                     |
| 2  | ЗХ   | Франція              | Вільям Мікельбренсіс                       |
| 4  | ЗХ   | Німеччина            | Себастьян Шонлау                           |
| 5  | ЗХ   | Боснія і Герцеговина | Денніс Хаджикадунич (в оренді з «Ростова») |
| 6  | ПЗ   | Польща               | Лукаш Поруба                               |
| 7  | НП   | Франція              | Жан-Люк Домпе                              |
| 8  | ПЗ   | Лівія                | Даніель Елфадлі                            |
| 9  | НП   | Німеччина            | Роберт Глатцель                            |
| 10 | ПЗ   | Суринам              | Іммануел Ферай                             |
| 11 | ПЗ   | Гана                 | Рансфорд-Єбоа Кенігсдерффер                |
| 12 | ВР   | Німеччина            | Том Міккел                                 |
| 14 | ПЗ   | Нідерланди           | Людовіт Рейс                               |
| 16 | НП   | Шотландія            | Адедіре Мебуде (в оренді з «Вестерло»)     |
| 17 | ПЗ   | Чехія                | Адам Карабець (в оренді зі «Спарти»)       |
| 18 | ПЗ   | Гамбія               | Бакері Ятта                                |
| 19 | ВР   | Німеччина            | Матео Рааб                                 |

| №  | Поз. | Нац.      | Гравець                              |
| -- | ---- | --------- | ------------------------------------ |
| 20 | ПЗ   | Німеччина | Марко Ріхтер (в оренді з «Майнц 05») |
| 21 | ПЗ   | Німеччина | Левін Озтуналі                       |
| 22 | ЗХ   | Франція   | Абубака Сумахоро                     |
| 23 | ПЗ   | Німеччина | Йонас Мефферт                        |
| 27 | НП   | Німеччина | Даві Зельке                          |
| 28 | ЗХ   | Швейцарія | Міро Мугайм                          |
| 29 | НП   | Косово    | Емір Сахіті                          |
| 30 | ЗХ   | Швейцарія | Сільван Гефті                        |
| 33 | ЗХ   | Німеччина | Ноа Каттербах                        |
| 37 | ЗХ   | Косово    | Валон Зумбері                        |
| 38 | НП   | Норвегія  | Александер Рессінг-Лелесііт          |
| 40 | ВР   | Німеччина | Ганнес Германн                       |
| 45 | НП   | Німеччина | Фабіо Бальде                         |
| 47 | ЗХ   | Німеччина | Ніколас Олівейра                     |
| 48 | ПЗ   | Німеччина | Білал Ялчінкайя                      |
| 49 | НП   | Німеччина | Отто Штанге                          |